# Maloroșove, Rozdilna
Maloroșove (în ucraineană Малорошове) este un sat în comuna Zatîșșea din raionul Rozdilna, regiunea Odesa, Ucraina.

## Demografie
Componența lingvistică a localității Maloroșove
     Ucraineană (96%)
     Rusă (4%)
Conform recensământului din 2001, majoritatea populației localității Maloroșove era vorbitoare de ucraineană (96%), existând în minoritate și vorbitori de rusă (4%).